# 157th Street (métro de New York)
157th Street, est une station, établie en souterrain, de la ligne d'infrastructure IRT Broadway-Seventh Avenue du métro de New York. Elle est située, à l'intersection West 157th Street & Broadway, sur le quartier Washington Heights, dans l'arrondissement de Manhattan, de la ville de New York aux États-Unis.
C'est une station historique ouverte, par l,Interborough Rapid Transit Company (IRT), en 1904. Exploitée par la New York City Transit Authority, elle est desservie, jours et nuits, par les rames du service 1 (rouge) du métro.

## Situation sur le réseau

Plan du métro de New York (2009)

### Infrastructure
Établie en souterrain, 157th Street, est une station de la ligne d'infrastructure du métro IRT Broadway-Seventh Avenue. Elle est située entre la station 168th Street, en direction du terminus nord, et la station 145th Street, en direction du terminus sud.

### Service desserte
La station Dyckman Street est une station d'arrêt du service de desserte 1 du métro de New York : elle est située entre la station 168th Street, en direction du terminus nord Van Cortlandt Park – 242nd Street, et la station 145th Street, en direction du terminus sud South Ferry – Whitehall Street.